# NGC 4450
NGC 4450 è una galassia nella costellazione della Chioma di Berenice.
Si individua 2 gradi a ESE della stella doppia 11 Comae Berenices; è una bella galassia a spirale, con un nucleo piccolo, ma brillante e due lunghe serie di bracci, bene avvolti intorno ad esso. Inizia ad essere visibile anche in telescopi rifrattori da 120mm di apertura, nei quali si presenta come una chiazza chiara ovoidale, con i contorni che sfumano nell'oscurità. Dista dalla Via Lattea circa 65 milioni di anni-luce, ed è un membro dell'ammasso di galassie della Chioma di Berenice.

## Galleria d'immagini

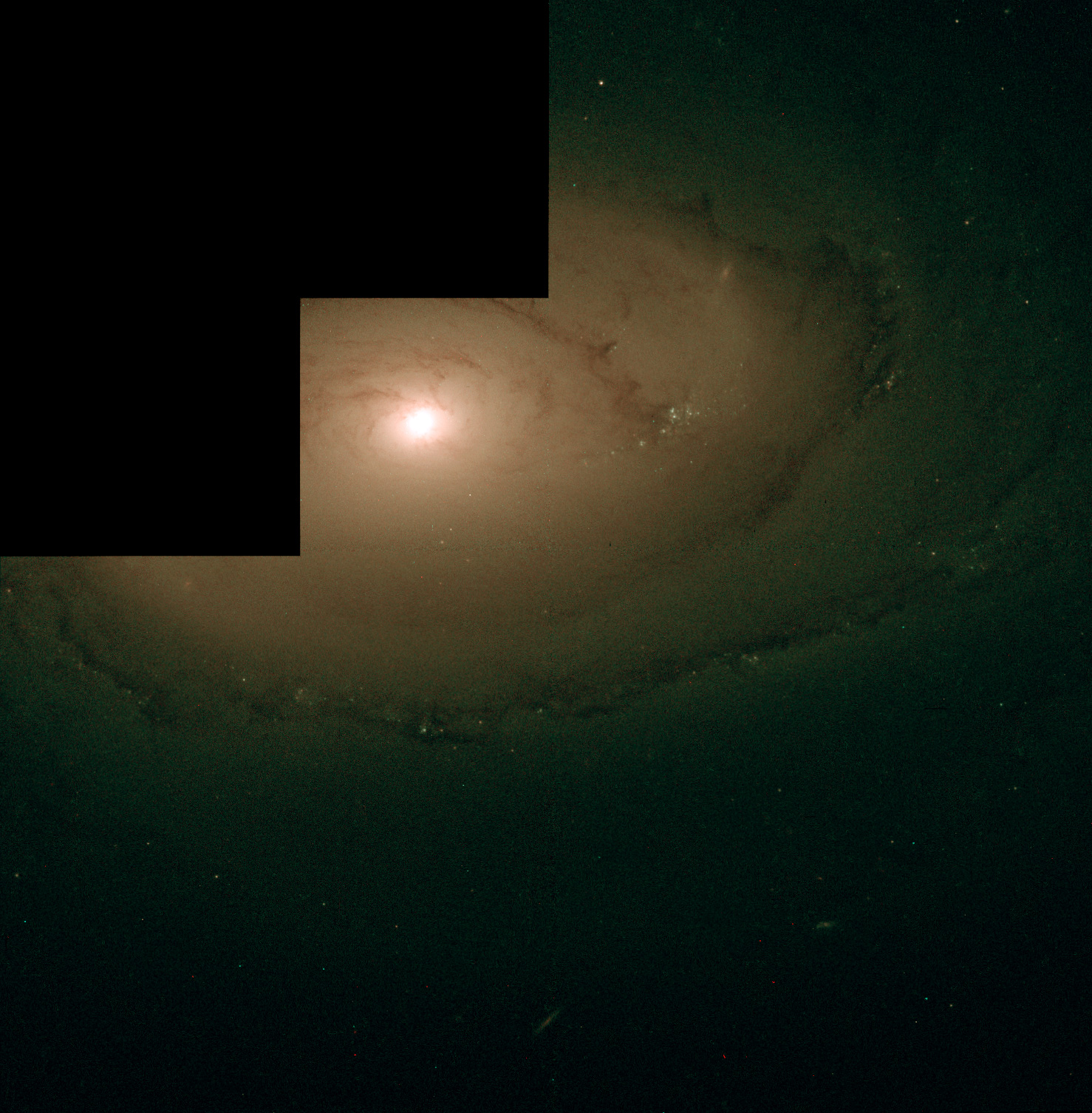
NGC 4450  (Telescopio spaziale Hubble)
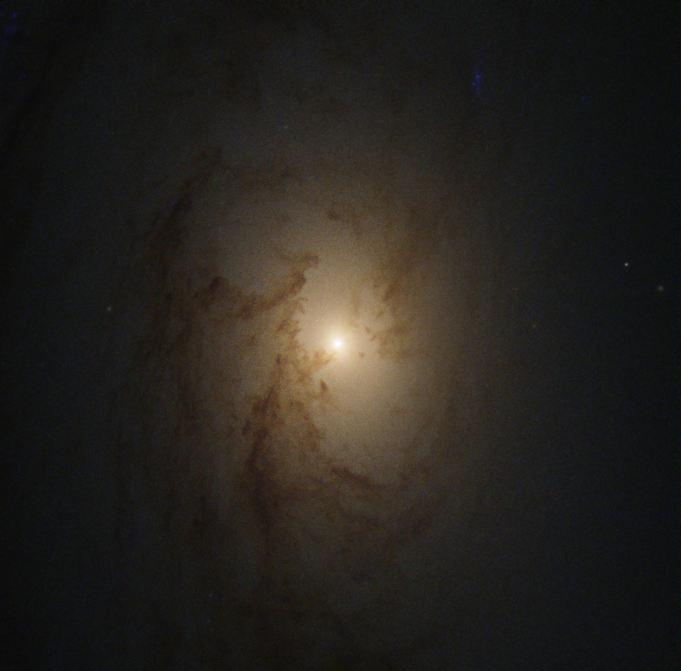
NGC 4450
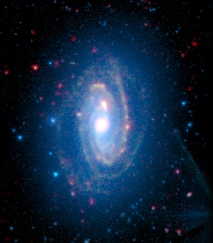
NGC 4450  (Telescopio spaziale Spitzer)
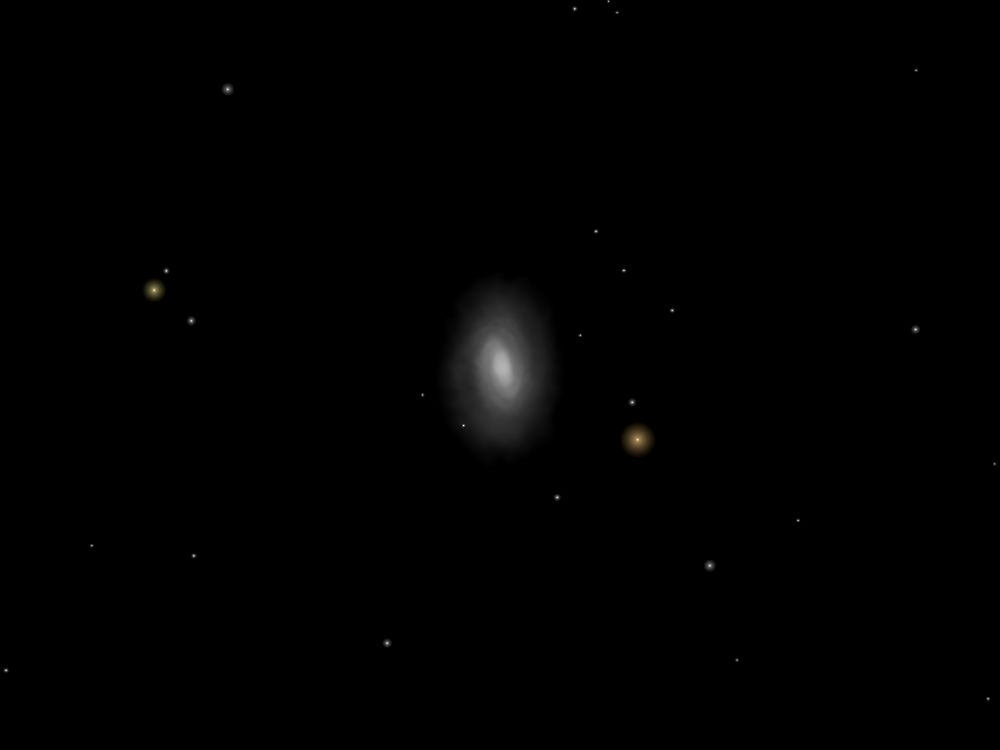
NGC 4450